# 신녕 나들목
신녕 나들목(Sinnyeong IC)은 경상북도 영천시 신녕면 연정리에 설치된 영천상주고속도로의 5번 교차로이다. 영천시 신녕면, 대구광역시 군위군 삼국유사면, 영천시 청통면 등지로 진출 할 수 있다.

## 연혁
- 2012년 4월 4일 : 나들목 신설을 위해 영천시 도시계획시설 교통광장에 신녕면 연정리 일원을 고시[1]
- 2017년 6월 28일 : 상주영천고속도로 개통과 함께 통행 개시[2]

## 구조물 정보
- 위치: 경상북도 영천시 신녕면 연정리
- 영업소: 경상북도 영천시 화산면 신정길 60-40
- 상주영천고속도로 본사: 경상북도 영천시 화산면 신정길 60-40

## 접속하는 도로
- 국도 제28호선

## 교통량 정보
| 요금소        | 통행량 (대/일) | 통행량 (대/일) | 통행량 (대/일) | 각주  |
| 요금소        | 2017년         | 2018년         | 2019년         | 각주  |
| ------------- | -------------- | -------------- | -------------- | ----- |
| 신녕 (폐쇄식) | 1,339          | 1,613          | 1,882          | [ 3 ] |